# タカネヨモギ
タカネヨモギ（高嶺蓬、 学名:Artemisia sinanensis）とはキク科ヨモギ属の多年草。日本特産の高山植物。

## 特徴
ロゼットをつける短茎と花をつける長い花茎がある。ロゼットや花茎の下部につく葉の葉柄は長さ3.5-7cm、葉身は長さ8cmになる。葉は緑色でやわらかく、3回羽状に全裂し、裂片は線形で幅1mmになり、裂片の先端は尖る。花茎は高さ20-50cmで、ほとんど枝分かれしない。花茎中部より上につく葉には葉柄が無いかあっても短柄。葉は2-3回羽状に全裂する。
花期は8月。頭花は花茎に総状または副総状花序につき、頭花の直径は約12-14mmとヨモギとしては大型で、半球形をしている。総苞片は3列で、やや同長。果実は痩果で無毛になる。

## 分布と生育環境
日本固有種。本州の中部地方および東北地方に特産し、高山帯の日当たりが良い裸地に生育する。

## ギャラリー
- 中央アルプス・空木平（2008年7月撮影）
- 大日岳（飯豊山地）